# Рашув (Тшебницький повіт)
Рашув (пол. Raszów) — село в Польщі, у гміні Тшебниця Тшебницького повіту Нижньосілезького воєводства.
Населення — 188 осіб (2011).
У 1975—1998 роках село належало до Вроцлавського воєводства.

## Демографія
Демографічна структура станом на 31 березня 2011 року:
|          | Загалом | Допрацездатний вік | Працездатний вік | Постпрацездатний вік |
| -------- | ------- | ------------------ | ---------------- | -------------------- |
| Чоловіки | 102     | 26                 | 75               | 1                    |
| Жінки    | 86      | 17                 | 55               | 14                   |
| Разом    | 188     | 43                 | 130              | 15                   |